# Джим Сміт (футболіст, 1940)
Джим Сміт (англ. Jim Smith, 17 жовтня 1940, Шеффілд — 10 грудня 2019, Вудсток) — англійський футболіст, що грав на позиції півзахисника. По завершенні ігрової кар'єри — тренер.
Виступав, зокрема, за клуб «Шеффілд Юнайтед».

## Ігрова кар'єра
Народився 17 жовтня 1940 року в місті Шеффілд.
У дорослому футболі дебютував 1959 року виступами за команду «Шеффілд Юнайтед», у якій провів два сезони. 
Згодом з 1961 по 1972 рік грав у складі команд «Олдершот», «Галіфакс Таун», «Лінкольн Сіті» та «Бостон Юнайтед».
Завершив ігрову кар'єру у команді «Колчестер Юнайтед», за яку виступав протягом 1972—1973 років.

## Кар'єра тренера
Розпочав тренерську кар'єру, ще продовжуючи грати на полі, 1969 року, очоливши тренерський штаб клубу «Бостон Юнайтед».
У 1975 році став головним тренером команди «Блекберн Роверз», тренував команду з Блекберна три роки.
Згодом протягом 1978–1982 років очолював тренерський штаб клубу «Бірмінгем Сіті».
1985 року прийняв пропозицію попрацювати у клубі «КПР». Залишив лондонську команду 1988 року.
Протягом 3 років, починаючи з 1988 року, був головним тренером команди «Ньюкасл Юнайтед».
У 1991 році запрошений керівництвом клубу «Мідлсбро» очолити його команду.
З 1991 і по 1995 рік очолював тренерський штаб команди «Портсмут».
У 1995 році став головним тренером команди «Дербі Каунті», тренував клуб з Дербі шість років.
Протягом тренерської кар'єри також очолював команди «Колчестер Юнайтед» та «Оксфорд Юнайтед», а також входив до тренерських штабів клубів «Ковентрі Сіті», «Портсмут» та «Саутгемптон».
Останнім місцем тренерської роботи був клуб «Оксфорд Юнайтед», в якому Джим Сміт був одним з тренерів головної команди протягом 2008 року.
Помер 10 грудня 2019 року на 80-му році життя у місті Вудсток.